# Hjälmsättersdammen
Hjälmsättersdammen är en sjö i Hallsbergs kommun i Närke och ingår i Norrströms huvudavrinningsområde. Sjön har en area på 0,115 kvadratkilometer och ligger 105,3 meter över havet.

## Delavrinningsområde
Hjälmsättersdammen ingår i det delavrinningsområde (655040-146444) som SMHI kallar för Ovan Ralaån. Medelhöjden är 73 meter över havet och ytan är 36,91 kvadratkilometer. Det finns inga avrinningsområden uppströms utan avrinningsområdet är högsta punkten. Kumlaån som avvattnar avrinningsområdet har biflödesordning 3, vilket innebär att vattnet flödar genom totalt 3 vattendrag innan det når havet efter 226 kilometer. Avrinningsområdet består mestadels av skog (39 procent) och jordbruk (46 procent). Avrinningsområdet har 0,12 kvadratkilometer vattenytor vilket ger det en sjöprocent på 0,3 procent. Bebyggelsen i området täcker en yta av 1,32 kvadratkilometer eller 4 procent av avrinningsområdet.